# Fire Emblem (Game Boy Advance)
Fire Emblem: The Blazing Blade, lanzado en Japón como Fire Emblem: Rekka no Ken (ファイアーエムブレム 烈火の剣 Faiā Emuburemu: Rekka no Ken?, lit. "Fire Emblem: La Espada Ardiente"), y también llamado Fire Emblem: The Blazing Blade en Fire Emblem Heroes, es el séptimo juego de la saga Fire Emblem, desarrollado por Intelligent Systems y publicado por Nintendo para Game Boy Advance. Es el segundo de la saga para la consola portátil y el primero en ver la luz internacionalmente. Debido a esto, el juego sirve de introducción para los jugadores occidentales, de ahí la inclusión de un completo tutorial. Además, es una precuela del anterior juego, Fire Emblem: Fūin no Tsurugi, sucediendo veinte años antes que su predecesor.

## Sistema de juego
Usa el mismo sistema que su antecesor, Fire Emblem: Fūin no Tsurugi. Una de las novedades incluidas es el tutorial de inicio.

### Tutorial
La introducción de este tutorial es la principal novedad de este juego, que se desarrolla mientras se juega la campaña de la historia de Lyn. Una vez finalizado, se comenzará una nueva campaña, donde Eliwood será el protagonista. Este tutorial se incluyó pensando en el nuevo público occidental, al que se presentaba por primera vez la serie Fire Emblem, por ello se explican minuciosamente todas las reglas, movimientos, características, etc. Cuando se consigue superar el juego en el modo Normal, se desbloquea un modo Difícil, en el que desaparece este tutorial.

### Modos de juego alternativos
El principal modo de juego, es el modo historia, típico de la saga; pero existen los siguientes modos extras:

#### Historia de Héctor
Este modo aparece cuando se completa la historia de Eliwood por primera vez. Es muy parecida a esta, pero con algunos cambios.
- El personaje principal es Héctor. Aunque nunca dan nada concreto, parece que entre Florina y él nacerá un romance. Varios elementos de la historia, capítulos y algunas escenas son diferentes para encajar con el nuevo punto de vista del héroe. En todos los capítulos hay ahora nuevas unidades y su posición varía, además de aumentar el nivel de dificultad.
- Se conocen nuevos detalles de personajes como Nergal, Ninian y el pasado de Nils. Además, se pueden unir al grupo dos personajes nuevos: Farina y Karla.

#### Modo difícil
Existe un modo difícil para cada historia. En este modo los mapas tendrán nuevas condiciones (como el uso de niebla), los enemigos tendrán mayor nivel y se podrán elegir menos unidades al principio de cada batalla. Este modo es especialmente duro en la modo Historia de Hector, donde se mantienen las características descritas, además de aumentar la IA de los enemigos así como aumentar la dificultad para obtener dinero para comprar nuevo equipo.

#### Multijugador
En el circo se podrán unir hasta cuatro jugadores diferentes para combatir. Cada jugador elegirá hasta cinco personajes para combatir, que serán extraídos de su partida guardada, además de equiparlos igual que si estuvieran en el modo historia. Durante la batalla, cada jugador tendrá su turno para atacar. Si sólo hay un jugador humano, podrá luchar contra la máquina, que manejará a sus rivales.

## Argumento
La historia transcurre en el continente de Elibe. Como precuela de Fire Emblem: Fūin no Tsurugi, muchos personajes del juego repetirán, aunque con veinte años menos, por lo que los dos juegos están muy relacionados.
Hace miles de años, los hombres y los dragones convivían en el mundo. Pero esa paz se rompió con una encarnizada guerra entre las dos facciones llamada La Batida. Con la ayuda de 8 guerreros legendarios; el Archisabio Athos, el campeón Roland, el Berserker Durban, Santa Elimine, la nómada Hanon, el jinete Barigan, el héroe Hartmut y el Enigma Bramimond los dragones fueron derrotados. Tras esto, los dragones desaparecieron y los humanos se convirtieron en la especie dominante.
La primera historia está protagonizada por Lyn, que descubre que es la nieta de Hausen, marqués de Caelin, y heredera de su título. El hermano del marqués, Lundgren, ansía el trono y pretende eliminar a cualquier otro heredero, para quedar como único sucesor. Lyn, enterada de este punto, reúne un grupo de héroes que pueda impedir realizar los planes de su tío abuelo.
Los siguientes veinte capítulos, la verdadera historia principal, tendrán como protagonistas a Eliwood y Hector, que lucharán contra una facción enemiga, El Colmillo Negro, liderada por Nergal. Esta facción mata a la gente para obtener su energía vital y ganar poder para obtener su fin último: abrir la Puerta del Dragón, donde viven los antiguos dragones, y traer la destrucción y gobernar el continente. Eliwood y su compañía eliminan a los integrantes malvados del Colmillo Negro, así como gana aliados de entre ellos. El juego acaba cuando Eliwood acaba con el dragón que había sido convocado con la quintaesencia de Nergal. Eliwood es coronado marqués de Pherae, y Hector de Ositia.

## Personajes
En este juego hay muchos personajes, algunos de los cuales se te unirán automáticamente, y otros tendrás que conseguirlos visitando pueblos, casa, ruinas...o incluso convenciéndolos, si son enemigos, de que se hagan de tu equipo. Estos son los de la historia de Lyn en el capítulo que los consigues:
Prólogo: Lyn: Es el primer personaje que consigues..Es una lord, y usa espadas.
2º capítulo: Sain y Kent: Son dos caballeros que se te unen en el segundo capítulo. Los caballeros usan lanzas y espadas.
4º capítulo: 
-Florina: Florina es un jinete de pegaso que es amiga de Lyn. Es muy tímida con los hombres, aunque también con los demás.Usa lanzas.
-Wil: Es un arquero que se te une al grupo al visitar un pueblo. Su arma es el arco.
5º capítulo: 
-Dorcas: Es un luchador que consigues al hablar con él. Al principio es enemigo, pero luego se te une gracias a su mujer. Los luchadores usan hachas, y Dorcas tiene un hacha de mano.
6° capítulo
Serra: Es una curandera noble que está en un viaje, pero decide ignorarlo por su interés hacía nuestro grupo de aventureros y así embarcarse en su aventura junto con ellos.
Erk: Es un mago de fuego que fue contratado por Serra para protegerla durante su viaje

## Crítica
| Publicación    | Puntuación    |
| -------------- | ------------- |
| EGM            | 8 sobre 10    |
| Game Informer  | 8.75 sobre 10 |
| GameSpot       | 8.9 de 10     |
| IGN            | 9.5 de 10     |
| Eurogamer      | 9 de 10       |
| Nintendo Power | 4.6 sobre 5   |

El juego recibió grandes elogios por su historia épica y la inusual profundidad de sus personajes. En 2007 fue elegido en IGN como el 16º mejor juego para Game Boy Advance.

## Curiosidades
- Este es el primer juego de la saga Fire Emblem que vio la luz en occidente. Esto se produjo gracias a la gran aceptación del público de los personajes Roy y Marth de Super Smash Bros. Melee. A partir de este éxito, Nintendo ha lanzado todos los siguientes juegos de la serie en todo el mundo (excepto Fire Emblem: Shin Monshō no Nazo ~Hikari to Kage no Eiyū~).
- Se llama Fire Emblem porque fue el primero de la saga en occidente y se decidió eliminar el subtítulo que acompaña a todo juego de Fire Emblem. En Japón, se lanzó con su título completo: Fire Emblem: Rekka no Ken.
- Fire Emblem es nombrado por un personaje del juego Paper Mario: The Thousand-Year Door. El personaje es un Toad que se encuentra en la villa de Petalburg y hace referencia a la consola de Game Boy Advance además del juego.
- Lyn también hace aparicion en el videjuego Super Smash Bros. Brawl como ayudante.